# Vanilla wariensis
Vanilla wariensis är en orkidéart som beskrevs av Rudolf Schlechter. Vanilla wariensis ingår i släktet Vanilla och familjen orkidéer. Inga underarter finns listade i Catalogue of Life.